# Camenta castaneipennis
Camenta castaneipennis är en skalbaggsart som beskrevs av Leon Fairmaire 1887. Camenta castaneipennis ingår i släktet Camenta och familjen Melolonthidae. Inga underarter finns listade.